# Aligot menjacrancs
L'aligot menjacrancs (Buteogallus aequinoctialis) és una espècie d'ocell de la família dels accipítrids (Accipitridae). Habita els manglars i pantants de la costa septentrional i oriental d'Amèrica del Sud des del nord-est de Veneçuela cap a l'est i el sud fins al sud del Brasil. El seu estat de conservació es considera gairebé amenaçat.